# 张九德
张九德（？—？），字成仲（威仲），别號曙海，學者稱曙海先生，浙江慈谿縣人，明朝政治人物。

## 生平
张九德是萬曆二十五年（1597年）浙江乡试亚魁，二十九年辛丑科进士，刑部觀政，三十一年授刑部主事，三十三年奉命往江西恤刑，三十五年晋刑部郎中。曾于萬曆三十六年（1608年）接替蔡增誉任松江府知府，三十九年升江西副使、徽宁兵备，四十一年养病。泰昌元年（1620年）任陕西宁夏河东兵备道副使，在灵州兴修水利，开辟新田百余顷。天启三年（1623年）升为本省按察使、河东兵粮道，又筑黄河堤六千余丈，后人称为“张公堤”。四年加升陕西右布政使，五年六月为都察院右佥都御史、巡抚延绥等处地方赞理军务，六年闰六月升大理寺卿，七年七月以延镇大捷和三大殿工成加升一级，加都察院右都御史，照旧管事。崇禎即位，天启七年十二月陞工部尚书兼都察院右副都御史、总理河道提督军务。崇祯元年三月被罢官。二年列魏忠贤逆案第八等，冠带闲住。

## 家族
曾祖张瞦。祖父张汝奇，庠生。父张学，庠生，乡饮宾。
長子张能恭，字伯安，娶楊守勤女儿。。次子张能信，字成義，娶太僕寺卿劉憲寵之女，性至孝，姑病十年，侍汤药不离侧。及病剧，举刀刲臂，侍婢惊持之。舅闻，嘱医言病不宜近腥腻，力止之。逾日，竟刲肉煮糜以进，则乃姑已不能食，乃大悔恨曰：‘医绐我，使姑未鉴我心。’复刲肉寸许，恸哭奠箦前，将阖棺，取所奠置棺中曰：‘妇不获复事我姑，以此肉伴姑侧，犹身事姑也。’乡人莫不称其孝。”能信丙戌后，曾起兵反清。